# Manilla (Iowa)
Manilla – miasto w Stanach Zjednoczonych, w stanie Iowa, w hrabstwie Crawford. W 2000 roku liczyło 839 mieszkańców.